# ジャージー

ジャージー代官管轄区
Bailiwick of Jersey（英語）
Bailliage de Jersey（フランス語）

地域の標語：不明
地域の歌：God Save the King 国王陛下万歳（公式）
Ma Normandie 私のノルマンディー

ジャージー代官管轄区（Bailiwick of Jersey）は、イギリス海峡のチャンネル諸島のうち、ジャージー島のほかマンキエ諸島 (the Minquiers) やエクレオ諸島 (the Ecrehous) などにより構成されるイギリス王室属領（英語：Crown dependencies）である。主都はセント・ヘリア。
イギリス国王をその君主とするが、イギリスの国内法上は連合王国 (United Kingdom) には含まれないイギリス王室属領として位置づけられている。そのため、イギリスがその外交および国防に関して責任を負うものの、内政に関してイギリス議会の支配を受けず、独自の議会と政府を持ち、海外領土や植民地と異なり高度の自治権を有している。イギリスが欧州連合(EU)に加盟していた時代も含めてEUには加盟しておらず、したがってイギリスの法律や税制、EUの共通政策は適用されない。

## 名称
正式名称は、英語ではBailiwick of Jersey、フランス語ではBailliage de Jersey。BailiwickないしBailliageは代官（bailiffないしbailli）の管轄区の意。
通称は、英語ではJersey、フランス語でもJersey。
日本語では公式には「ジャージー代官管轄区」と訳される（脱税の防止のための情報の交換および個人の所得に対する租税に関する二重課税の回避のための日本国政府とジャージー政府との間の協定1条1項(b)号）が、単にジャージーなどと呼ばれることが多い。
牛のジャージー種の原産地であり、また衣類のジャージの語源になったといわれている。アメリカ合衆国のニュージャージー州の州名もこの島に由来する。

## 歴史
9世紀から10世紀にかけて、ヴァイキングの活動が活発だった。
933年、ノルマンディー公ギヨーム1世（長剣公）はチャンネル諸島を含む領地をブルターニュ公国から奪った。
1066年、ノルマンディー公ギヨーム2世（征服公）はイングランドを征服し、イングランド王ウィリアム1世として戴冠した。それ以降、イングランドとノルマンディー地方は1つの王室の下に支配されたが、イングランドとノルマンディーは異なる言語、法律、通貨によって別々に統治された。ジャージー島はノルマンディー公領の一部として、ノルマンディーの法律が適用された。
1204年、イングランド王兼ノルマンディー公ジョン（欠地王）はフランス王フィリップ2世にノルマンディー地方を剥奪されたが、ジャージー島はイングランド王領に留まった。それ以来、ジャージー島は歴代イギリス王室の直轄地となっている。
1940年5月1日から1945年5月9日まで、ジャージー島はナチス・ドイツに占領された（ナチス・ドイツによるチャンネル諸島占領）。

## 政治
国家元首はイギリス国王であり、従って2024年現在はチャールズ3世である。通常はイギリス国王に任命された副総督 (Lieutenant Governor) が職務を代行し、また軍隊の総司令官としての役割も担う。副総督はイギリス国王の代理としての象徴的な存在であり、議会に出席し発言する権利はあるが、伝統的に着任と離任の挨拶以外には発言することはない。ただし、イギリス国王の特別な関心事に関わる決定については議会に対する拒否権を持っている。
| 2000年代以降の副総督       | 任期                          |
| -------------------------- | ----------------------------- |
| ジョン・チェッシャー       | 2001年1月24日〜2006年4月7日   |
| アンドリュー・リッジウェイ | 2006年6月14日〜2011年6月30日  |
| ジョン・マッコール         | 2011年9月26日〜2016年11月30日 |
| スティーヴン・ダルトン     | 2017年3月13日〜2022年6月30日  |
| ジェリー・キッド           | 2022年10月8日〜在任           |

代官 (Bailiff) および副代官 (Deputy Bailiff) はイギリス国王によって任命され、通常は70歳になるまでが任期である。任命は島内での協議の後になされる。代官は政府を代表し、議会の議長と王立裁判所の裁判長を兼ねる。
議会は一院制であり、代官、副総督、8人の元老議員 (Senator)、12人の教区長 (Connétable)、29人の代議員 (Deputy)、首席司祭 (Dean of Jersey)、司法長官 (Attorney General) および訴務長官 (Solicitor General) によって構成される。
司法長官および訴務長官はイギリス国王によって任命され、法律問題に関する助言を行う。議会に出席し、発言する権利を有するが、議決権はない。慣例により、政治に関わる発言はせず、職務上の問題についてのみ発言する。
首席司祭はジャージーにおけるイギリス国教会の長であり、議会に出席し、発言する権利を有するが、議決権はない。慣例により、教会や道徳に関わる問題についてのみ発言する。
元老議員、代議員、教区長は選挙によって選ばれ、議決権を与えられて議会に出席する。元老議員は全島を1つの選挙区として、選出される。1948年に設置された。設置当初の任期は9年であった。1966年から2011年までは、定数12人、任期6年で、半数の6人ずつ、3年ごとの10月に改選された。2011年の選挙では、改選数が4人（総定数10人）に削減されるとともに、この選挙で当選した議員の任期は3年である。2014年10月の選挙では、定数が8人となり、全数が改選され、任期は3年7か月である。2018年以降は5月に選挙が実施され、任期4年となる。2022年の任期満了をもって元老議員は廃止され、定数8は代議員に振り替えられることが決定した。
代議員は、1856年に設置され、島内に12ある各教区に置かれた計29の選挙区から選出される。小選挙区制であり、大きな教区には複数の選挙区が置かれる。任期は3年であり、選挙は元老議員選挙の翌月の11月に実施される。2011年および2014年の選挙は、元老議員の選挙と同時に10月に実施される。2014年選出の代議員の任期は3年7か月となる。2018年以降は5月に選挙が実施され、任期4年となる。2022年6月22日実施予定の選挙からは定数37となり、選挙区は全島で9つの中選挙区（定数3～5）に再編される。
教区長は各教区で選出され、教区の行政を司るとともに、教区の代表として議会に参加する。任期は3年である。2018年5月以降は任期4年となる。
議会を構成する議員たちは1つないし複数の委員会に所属している。以前は、それらの各委員会の委員長が政府の各部門を統括していた。2005年12月に、政府組織を従来の委員会制から内閣制に改めたため、政府の各部門は議員から選出された大臣によって統括されている。大臣で構成される閣議は首相によって主宰され、行政に関して議会に対する責任を負っている。大臣は10名、副大臣は12名以内である。また20名以内の議員からなる監査委員会が内閣の活動を監査する。
大臣を擁する行政組織は、首相府、経済開発省、教育・スポーツ・文化省、保健・社会福祉省、内務省、住宅省、環境省、社会保障省、運輸・技術省、財務・財源省である。
従来、議会に政党は存在しなかったが、2005年の内閣制移行を踏まえ、中道左派のジャージー民主同盟と中道右派の中央党 (ジャージー)が新たに結成された。2005年10月の元老議員選挙では、ジャージー民主同盟が2名、中央党が2名の候補者を擁立したが議席を獲得することはできなかった。翌月の代議員選挙ではいずれの政党の候補者も無所属の候補として立候補した。
2014年10月15日の総選挙で社会民主主義政党として改革ジャージーが初めて3議席を獲得した。2018年5月16日の総選挙では、改革ジャージーが元老議員1議席と代議員4議席を獲得した。その後、2021年1月29日に第2の政党として中道の進歩党（現職議員：元老議員1名、代議員1名）が結成された。続いて2021年7月16日には中道右派のジャージー同盟が結成され、ジョン・ル・フォンドル首相（元老議員）、教区長2名、代議員7名が参加した。したがって、2021年7月16日現在の政党別議席数はジャージー同盟10、改革ジャージー5、進歩党2、無所属32である。

## 地方行政区分
12の教区 (parish) に分かれている。

## 地理
ジャージー島はコタンタン半島から22 km離れた沖にあり、沿岸および周辺の海域にサンゴ礁、巨礫の岩場、干潟、砂浜海岸、砂利海岸、感潮ラグーン、海草の藻場などが分布している。多くの無脊椎動物、チョウザメ、タツノオトシゴのHippocampus hippocampus、タイセイヨウサケ、ハイイロアザラシ、ハンドウイルカや渉禽類などの野鳥が生息しており、ジャージー島南東部の海岸および北西部と東部の干潮時に海面から露出するサンゴ礁がラムサール条約登録地である。

## 経済
主要産業は金融業、観光業、農業である。
島内には50の銀行があり、GDPの約60%が金融業によるものである（2005年現在）。租税回避地として世界的に知られている。所得税の税率は一律20%である。2008年5月6日に消費税が税率3%で導入された。2011年6月1日に消費税率は5%に変更された。2011年には、英国のシンクタンクにより、世界第21位の金融センターと評価されている。
主要な農産物は、ジャージー牛による乳製品、ジャージー・ロイヤル・ポテトと呼ばれるジャガイモ、商品作物および花卉である。乳製品はイギリスやEU諸国へ輸出されている。

## 交通

### 空港

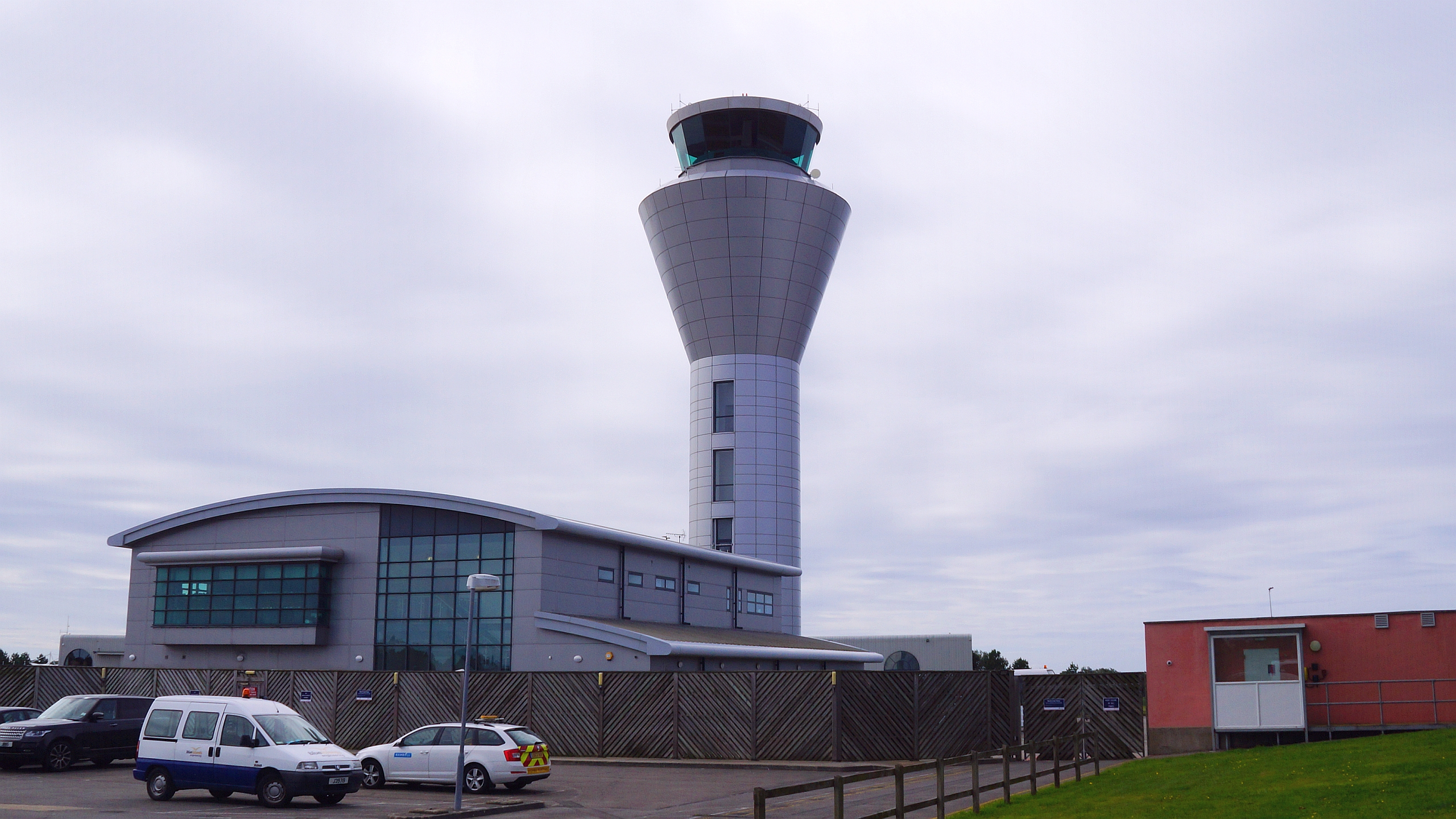
ジャージー空港

島には、ジャージー空港という国際空港がセントピーター（英語: Saint Peter, Jersey）にあり、ロンドンへの1日9便を含む、英国および国際的な多くの目的地への直行便が年間を通じてある。
1937年に空港が開港する以前は、航空輸送は水上飛行機でセント・ヘリアのウェストパークに着陸していた。1912年8月、ジャージーに着陸した最初の飛行機はホセ・ルイス・サンチェス・ベサ。最初の乗客の飛行は147年前に気球を介して行われたと記録されている。

### 道路
島内の公共交通機関はバスのみである。道路交通はイギリス同様の左側通行である。

### 鉄道

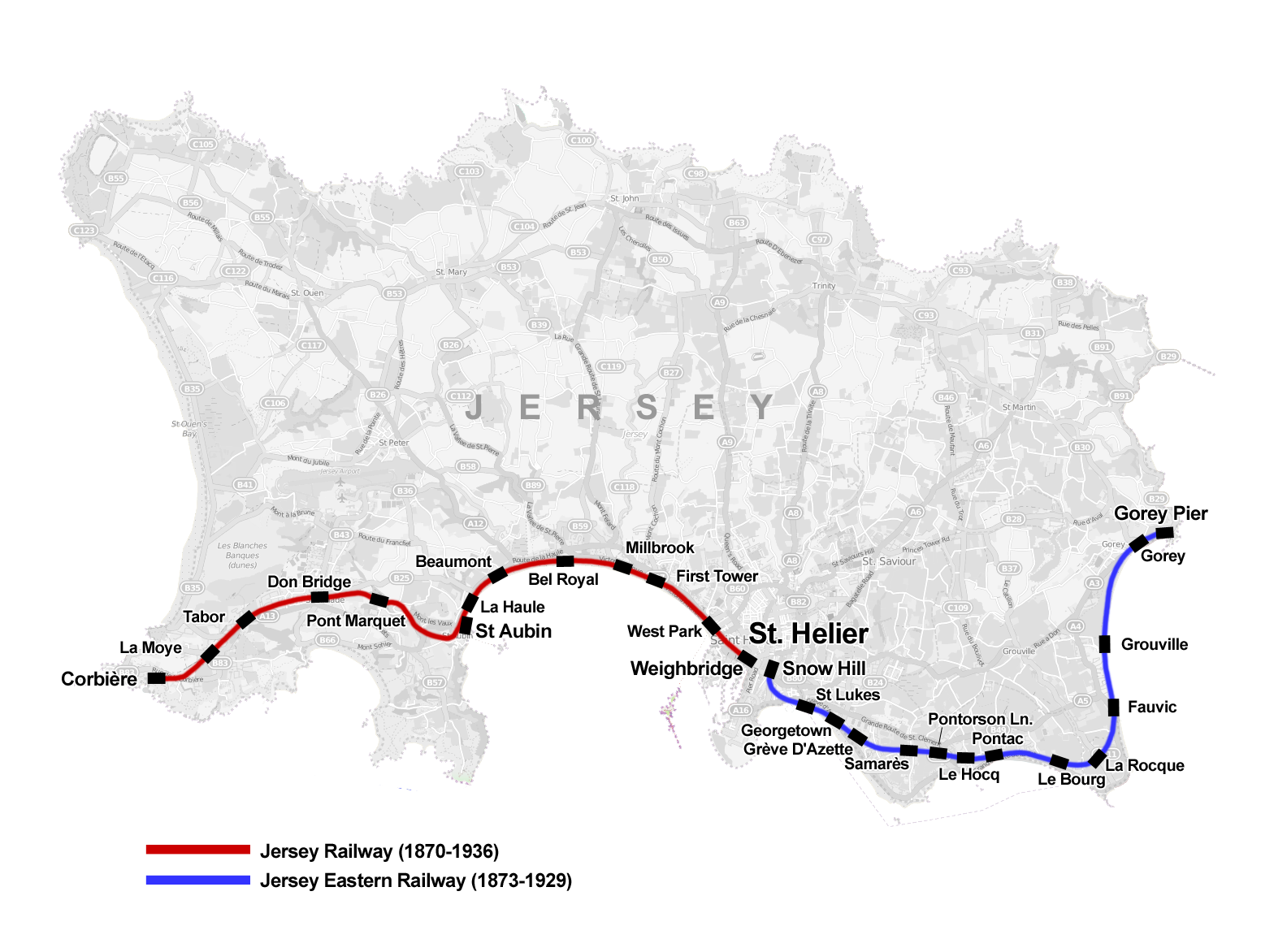
旧ジャージー鉄道路線の地図

かつて島には2つの鉄道会社が提供する鉄道があった。現在、これらの鉄道の跡はほとんど残っていない。
- ジャージー鉄道（1936年に閉鎖）（英語: Jersey Railway）
- ジャージーイースタン鉄道（1929年に閉鎖）（英語: Jersey Eastern Railway）

## 住民
住民は主に、イギリス系の住民とブルターニュ系のフランス人である。

## 宗教
宗教は英国国教会が62%でカトリックが23%。

## 文化
絶滅の危機に瀕している動物を繁殖させ元の生息地に返す、というコンセプトを持つジャージー動物園がある。

## スポーツ
クリケットが盛んである。ジャージーにおけるクリケットの最も古い記録によると、1860年代以降にプレーされている。ジャージー島クリケットクラブは1922年に設立された。ジャージークリケット理事会が設立され、2005年に国際クリケット評議会に加盟した。ジャージーは様々な年齢層の世界及びヨーロッパの大会に参加し、ICCトーナメントも主催している。これまでの最大の功績の一つとして、2015年にICCヨーロッパディビジョン1で優勝したことが挙げられる。

## 国歌
国歌は「マ・ノルマンディー」である。フランス語と英語歌詞がある。

## 祝祭日
| 日付   | 日本語表記 | 英語表記       | 備考                               |
| ------ | ---------- | -------------- | ---------------------------------- |
| 5月9日 | 解放記念日 | Liberation Day | ナチス・ドイツからの解放を記念する |

## フィクション
ジャージー島を舞台とした小説（フィクション）に、ローレンス・ノーフォーク (Lawrence Norfolk) 著の「ジョン・ランプリエールの辞書」 (Lemprière's Dictionary, 1991) がある。1992年度のサマセット・モーム賞を受賞した同作品の発端は、ジョージ3世治世の1786年のジャージー本島、ブーリー湾付近に設定されている。